# Фамалікан (футбольний клуб)
«Фамалікан» (порт. FC Famalicão) — португальський футбольний клуб з міста Віла-Нова-де-Фамалікан, заснований 1931 року. Домашні матчі проводить на «Міському стадіоні 22 червня», який вміщує 5 307 глядачів.

## Історія
Футбольний клуб «Фамалікан» був заснований 21 серпня 1931 року, однак тільки в наступному сезоні (1932/33) колектив почав свою участь у офіційних змаганнях і став виступати в регіональних лігах.
1946 року клуб вперше вийшов до найвищого дивізіону Португалії, втім у дебютному розіграші команда здобула лише з 7 перемог і 3 нічиї при 16 поразках і завершивши сезон на передостанньому місці повернулась до другого дивізіону. Вдруге до елітного дивізіону клуб повернувся лише на сезон 1978/79, але і цього разу команда виступила невдало, знову вилетівши з Прімейри.
Найяскравішим періодом для клубу став початок 1990-х років, коли команда 1990 року під керівництвом Абела Браги знову повернулась до вищого дивізіону, де змогла утриматись протягом чотирьох сезонів поспіль. 
Зайнявши у сезоні 1993/94 передостаннє 17 місце клуб вилетів з Прімейри і в наступні роки через фінансові проблеми результати команди лиш погіршувались і вже 1996 року клуб вилетів в третій дивізіон, 2002 року — у четвертий, а у сезоні 2008/09 один рік команда навіть провела у п'ятій лізі країни. 
В 2011 році команда повернулась до третього дивізіону, а у 2015 році — до Сегунди, де стала середняком турніру. Втім на початку сезону 2018/19 років 51% акцій клубу придбано компанією Quantum Pacific Group, яка також володіла 33% капіталу «Атлетіко» (Мадрид). Нові власники вирішили побудувати на основі команди амбітний проєкт: вивести «Фамалікан» у список найкращих португальських клубів. Вже у першому ж сезоні команда займає 2-ге місце і, після 25 років у нижчих ешелонах, повернулась у Прімейру.
Найвищим досягненням в Кубку Португалії є вихід до чвертьфіналу в сезоні 2014/15, де вони поступились лісабонському «Спортінгу» 0–4.

## Статистика виступів у вищому дивізіоні
| Сезон   | Місце | І  | О  | В  | Н  | П  | ГЗ | ГП  |
| ------- | ----- | -- | -- | -- | -- | -- | -- | --- |
| 1946/47 | 13    | 26 | 17 | 7  | 3  | 16 | 60 | 100 |
| 1978/79 | 13    | 30 | 24 | 9  | 6  | 15 | 30 | 45  |
| 1990/91 | 14    | 38 | 33 | 11 | 11 | 16 | 33 | 41  |
| 1991/92 | 14    | 34 | 28 | 9  | 10 | 15 | 27 | 40  |
| 1992/93 | 14    | 34 | 30 | 10 | 10 | 14 | 29 | 48  |
| 1993/94 | 17    | 34 | 22 | 7  | 8  | 19 | 26 | 72  |
| 2019/20 |       |    |    |    |    |    |    |     |

## Логотип
| Історичні логотипи | Історичні логотипи | Історичні логотипи | Історичні логотипи | Історичні логотипи | Історичні логотипи |
| ------------------ | ------------------ | ------------------ | ------------------ | ------------------ | ------------------ |
|                    |                    |                    |                    |                    |                    |
| 1938-1965          | 1965-19??          | 19??-1990          | 1990-2011          | 2011-2018          | 2018-донині        |